# Моринцы
Мо́ринцы (укр. Мо́ринці) — село Звенигородского района Черкасской области. Известно как родина великого украинского поэта Тараса Григорьевича Шевченко.

## История
Об основании села свидетельствуют несколько легенд. Первая утверждает, что село назвали Моринцами оттого, что первыми его жителями были переселенцы с моря. Вторая легенда говорит, что жители села занимались сбором мёда диких пчёл, а для этого морили (обкуривали дымом), от этого жители называли морянами, а село — Моринцы. В третьей легенде говорится, что первые поселенцы в очень большом количестве вымерли от чумы, которую в народе того времени называли «мором».
Первое упоминание о Моринцы относится к середине XVII века. Так в 1648 году в начале Хмельниччины через Ольшану на Моринцы проходил отряд Максима Кривоноса численностью 6 тысяч человек. Через 10 лет село упоминается среди владений, принадлежавших К. Выговскому.
В 1730 году село Моринцы принадлежало княгине Яблоновской — хоронжини коронной, тогда здесь было 50 дворов. В 1794 году село досталось в наследство Надежде Васильевне Энгельгардт — жене действительного тайного советника, сенатора и георгиевского кавалера Петра Амплиевича Шепелева — от её дяди по матери, генерала-фельдмаршала Григория Алексеевича Потёмкина. Это село она продала 5 декабря 1796 года брату своему действительному тайному советнику Василию Васильевичу Энгельгардту. Когда селом владел помещик Василий Энгельгардт, в нём проживало 1 347 человек. В 1801 году в селе было 754 мужского и 636 человек женского населения.
Жители села в то время занимались земледелием, скотоводством и чумаковали. Жили в глиняных хижинах, крытых соломой. Во времена господства Энгельгардта из 169 дворов села 76 были без всякого тягла. Гнёт крестьян вызвал с их стороны сопротивление. В 1818 году в ответ на отказ крестьян повиноваться приказам управляющего в Моринцы вступил отряд солдат. В схватке, которая произошла между ними и крепостными, погибли 3 солдата и 18 крестьян.
Во второй половине XIX века впервые упоминаются Моринцы как родина Тараса Григорьевича Шевченко.
В 1860 году на средства крестьян в селе открыли приходскую школу. Вследствие реформы 1861 года новый владелец Моринец — Браницкий беспощадно ограбил крестьян: они получили всего 1 805 десятин земли, в том числе 83 десятин непригодной, за которую должны были платить большой налог.
Осуществление реформы в Моринцах сопровождалось беспорядками. Крестьяне, возглавляемые Ф. Видоменком и Е. Левченком, в 1862 году отказались платить оброк и подписывать уставную грамоту. В село прибыли сотни казаков и эскадрон драгун, которые арестовали руководителей восстания. Попытка крестьян освободить их не имела успеха. Движение было подавлено, часть крестьян наказаны розгами.
В 1866 году в Моринцах проживало 2 507 человек, насчитывалось 401 двор, 3 434 десятин земли, из которых помещику принадлежали 1 577, церкви — 52,1.
В период с 1868 по 1890 год в Моринцах построена новая деревянная церковь, которая до настоящего времени не сохранилась, её уничтожила советская власть в 1935 году.
В 1900-х годах в Моринцах получило наибольшее развитие гончарство. Около 100 человек занимались изготовлением гончарных изделий, за счёт чего жили за свои средства, продавая изделия в ближайших городках.
В начале XX века в Моринцах действовала церковная школа и две школы грамоты, за классные комнаты ученикам правили помещение бывшей корчмы и лавки.
В 1912 году из 766 крестьянских хозяйств, которые владели 1 537 десятинами земли, 125 имели до одной, 195 — до две, 272 — до трёх десятин земли. Одно хозяйство владело 10 десятинами земли. 111 крестьянских хозяйств не имели скота. Из 890 дворов, 8 жили гончарством, 60 — ткачеством, 51 — сапожничеством и 5 — кузнечнеством.

### Советские годы
Жизнь села и окрестностей в период гражданской войны, становления и деятельности украинских правительств, является почти неисследованным. Неизвестны также политические настроения крестьян, их участие в общественно-политических процессах, происходивших в Центральной Украине.
Из истории села, написанной во времена советской власти, известно, что в середине февраля 1918 года в селе была объявлена советскую власть, а в марте село было оккупировано австро-германскими войсками.
В ноябре 1918 года в село вошли войска Директории Украинской Народной Республики.
В феврале 1919 года в село вошли войска 2-й Украинской советской дивизии.
В августе 1919 года в село вошли войска генерала Деникина, которые были вытеснены красноармейцами в январе 1920 года.
В 1921 году в селе создан сельскохозяйственные артели им. Т. Г. Шевченко и «Надежда». Через год организовано ещё пять: «Борьба», «Дружба», «Воля», «Октябрь» и «Серп». Первые артели были небольшие, в их состав входило 12—20 семей.
В 1922 году в Моринцах организовано первое потребительское товарство. В 1925 году создано кредитное общество, которое выдавало артелям и единоличным хозяйствам кредиты, поставляло им сельскохозяйственный инвентарь, машины и т. д..
В 1924 году в селе организовано две группы для ликвидации неграмотности, дом-читальню, клуб.
В начале 1929 года семь артелей объединились в одну — им. Т. Г. Шевченко.
В 1930 году в селе открылась семилетняя школа, в 1937 году стала средней.
В январе 1933 года на базе колхоза им. Т. Г. Шевченко созданы две артели — им. Т. Г. Шевченко и им. Второй пятилетки.
В 1933 году село Моринцы, как и вся Украина, были охвачены голодомором. «Активисты» отобрали у крестьян все. От голода вымирали целые семьи, были случаи людоедства. В 1990 году по инициативе Общества украинской речи был создан мемориал жертвам голодомора на территории старого кладбища.
В 1939 году в селе построено новое здание для средней школы, тут же установлен бюст работы скульптора К. М. Терещенко. В школах села училось 650 учеников, работало 25 учителей.

#### Великая Отечественная война

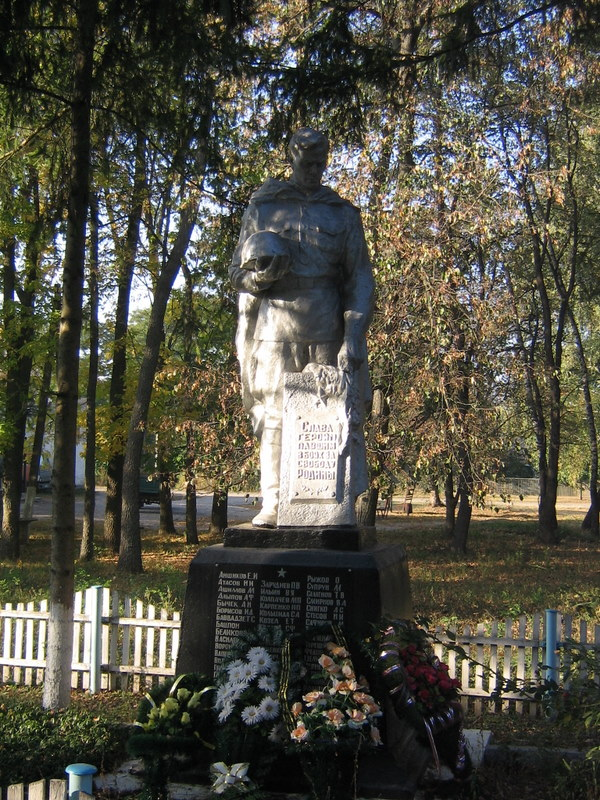
Братская могила

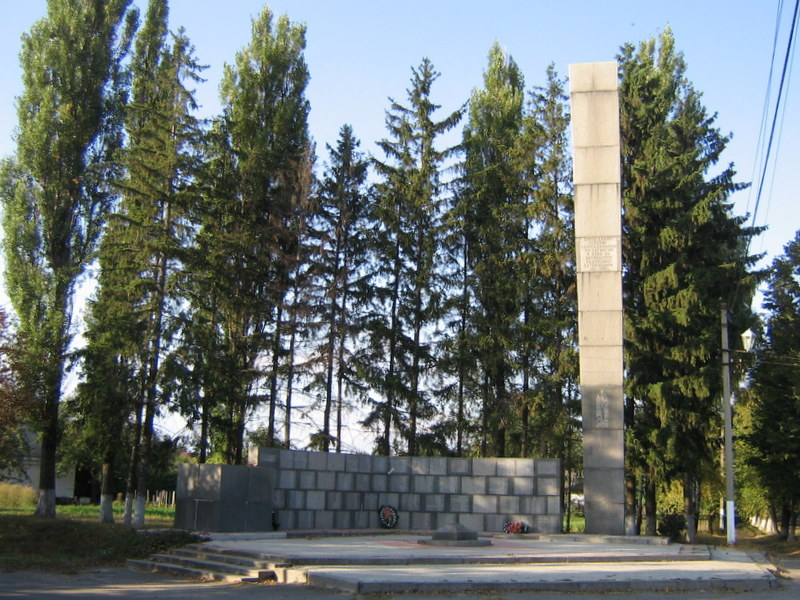
Обелиск Славы

Мирную жизнь Моринцов прервала война. Нацисты оккупировали в село 28 июля 1941 года.
Во время войны в Моринских лесах действовал партизанский отряд, созданный в 1943 году. В его составе находились жители села Моринцы. После наступления фашистов 14 января 1944 года в районе старого лесничества произошёл бой. Партизаны отступили к шестиринским лесам, после чего через три дня они соединились с частями танковой дивизии и продолжили бой за освобождение родной земли. До сегодняшнего дня в лесу сохранился дом, который был партизанским штабом в те времена.
Освободили село Моринцы 28 января 1944 года во время Корсунь-Шевченковской операции, а именно 21-й стрелковым полком 180-й стрелковой дивизии 1-го Украинского фронта. Во время освобождения села здесь находился штаб генерал-полковник, а танковых войск П. А. Ротмистрова — командующего 5-й гвардейской армией 2-го Украинского фронта.
В годы войны на фронтах сражались более 1000 жителей села, 386 из них погибли, 549 отмечены правительственными наградами.
Житель села Моринцы Г. Д. Попович за свои подвиги удостоен звания Героя Советского Союза.

#### Послевоенные годы
В марте 1944 года начала работать школа, сельский клуб, библиотеки, роддом. Через некоторое время открыли больницу.
В 1956 году в селе открыт памятник Т. Г. Шевченко.
В 1950 году артели села объединились в одну — им. Т. Г. Шевченко. В 1960 году к нему присоединен колхоз им. Третьей пятилетки села Гнильца, а в январе 1964-го — артель им. Октябрьской революции села Будищ (как четвёртый производственный участок). В 1963 году колхоз им. Т. Г. Шевченко переименован в «Родина Шевченко». Он выращивал зерновые культуры — пшеницу, кукурузу и горох, с технических — сахарная свёкла и подсолнечник. Вспомогательными отраслями были садоводство и огородничество. Колхоз имел более 300 га сада, пасеку, насчитывавшая 230 пчелосемей, 8 прудов площадью 32 га. За колхозом было закреплено 6 тысяч га земли, из них пахотной — 3,8 га. В 1972 году колхоз имел 43 трактора и, 25 различных комбайнов, 35 автомашин и тому подобное. В селе работали три промышленных предприятия. С 1959 года начал действовать кирпичный завод. В 1963 сооружен харчкомбинат, который производил хлеб, колбасные изделия, коптил рыбы.
По состоянию на 1972 год в селе работал дворец культуры с залом на 550 мест, универмаг, продовольственные магазин и культмаг, комбинат бытового обслуживания с швейной и обувной мастерскими, фотоателье, банно-прачечный комбинат, кафе, столовая, почта, телеграф, отель.
Медицинский городок села имело центральный корпус, амбулаторию, парк для отдыха больных. В больнице работало 50 медицинских работников. В четырёх детских яслях детского сада воспитывалось 300 малышей. В средней и начальной школе обучалось 700 учеников, работало 38 учителей.

### Современность

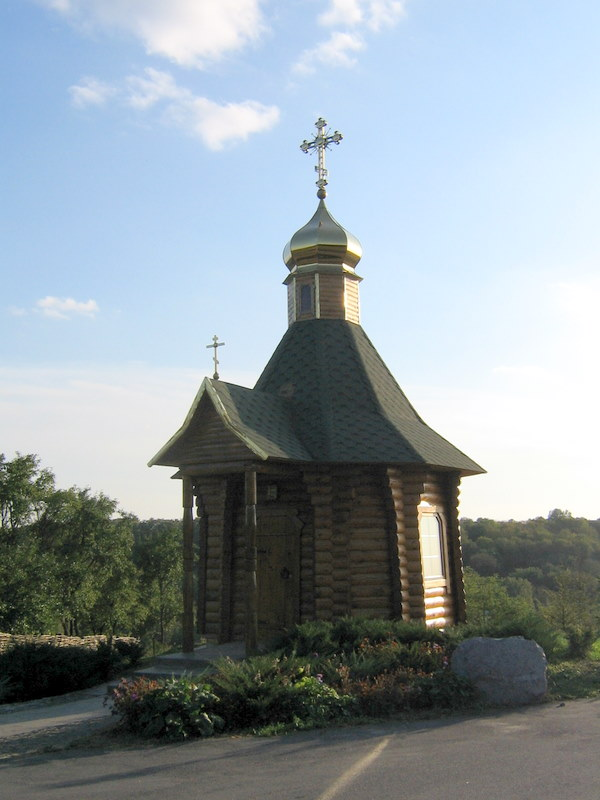
Часовня Покровы Пресвятой Богородицы

После обретения Украиной независимости, в селе произошло много изменений. Колхоз превратился в общество с ограниченной ответственностью, сегодня это агрофирма «Батьківщина Шевченка», которая является филиалом ООО НПФ «Урожай», появились частные предприятия и магазины, частично отремонтировано старое и была попытка построить новое здание школы, которая, к сожалению, не привела к успешному завершению стройки в связи с политическими настроениями внутри государства, построена современная автозаправочная станция.
В 2005 году на территории мемориала открыто админздание, в 2002 году на усадьбу Якима Бойко перенесено надворную кладовую 1896 г. из села Шевченко.
В 1956 году на территории усадьбы открыт памятник Т. Г. Шевченко (авторы-скульпторы: Веронский, Олейник). В 2005 году его перенесли на центральную площадь села. 9 марта 2006 в селе открыт памятник Матери Т. Г. Шевченко (скульптор В. Димйона). Одновременно освящена и часовня.
9 марта 2008 Президент Украины В. А. Ющенко вместе с женой — Екатериной, сыном Тарасом, дочерьми Софией и Кристиной и внуками заложил вишнёвый сад в Моринцах на территории Национального заповедника в рамках акции Весенней толоки по озеленению и благоустройству.

## Население
Население по переписи 2001 года составляло 2103 человек.

### Языковой состав
Родной язык населения по данным переписи 2001 года:
| Язык       | Численность, чел. | Доля     |
| ---------- | ----------------- | -------- |
| Украинский | 2 077             | 98,76 %  |
| Русский    | 26                | 1,24 %   |
| Итого      | 2 103             | 100,00 % |

## Известные люди

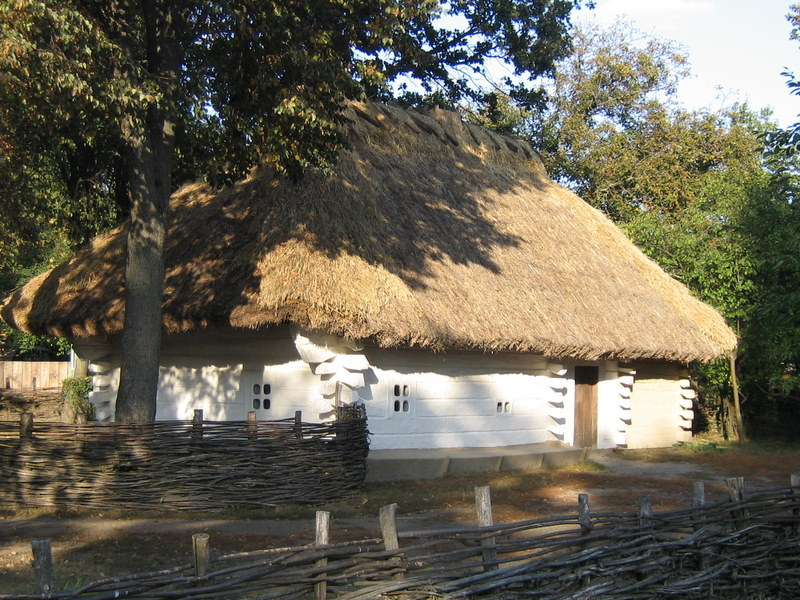
Усадьба Т.Г. Шевченко

В селе родился украинский поэт и мыслитель Тарас Григорьевич Шевченко.
В Моринцах умер и похоронен украинский поэт, общественный деятель, ликвидатор аварии на ЧАЭС и исследователь Голодомора на Украине 1932—33 годов Б. Ю. Скробут.
Родился общественный деятель Иван Николаевич Самойлюк.
Родился Георгий Иващенко (1911—?) — советский борец вольного стиля, чемпион и призёр чемпионатов СССР.